# Jack Dunfee
Pas d'image ? Cliquez ici
Jack Lawson Dunfee était un pilote automobile anglais, né le 19 octobre 1901 à Londres et décédé le 13 septembre 1975 à Chipping Norton (Oxfordshire) à 73 ans. Il était l'un des Bentley Boys pendant les années 1930, et l'un des trois frères de Clive Dunfee, mort en course lors des 500 miles de Brooklands en 1932 sur Bentley alors qu'ils faisaient équipe ensemble. Jack était le cadet et Clive le troisième de la fratrie.

## Biographie
Il débuta aux 6 Heures de Brooklands en 1928, sur Alfa Romeo 6C 1500 SS (9e). Il commença chez Bentley en juin 1929, obtenant alors un podium aux 24 Heures du Mans. Un mois plus tard il participait au Grand Prix d'Irlande sur Riley cette fois (7e de la Saorstát Cup, pour voitures de plus de 1,5 L.). Il conduisit également sur Lea-Francis en 1930.

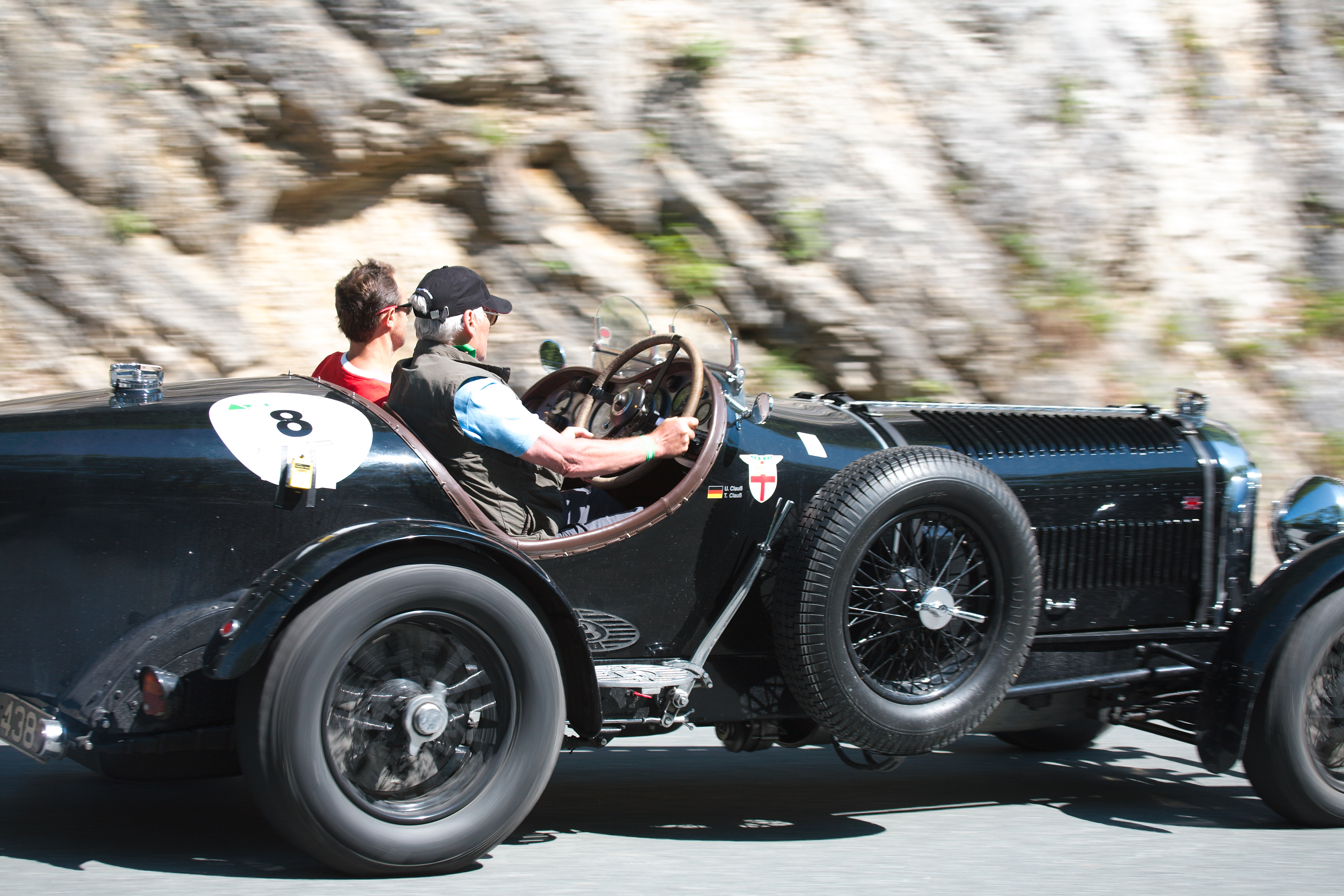
Une Bentley Speed Six, de juin 1930.

Jack a remporté les 6 Heures de Brooklands en 1929 sur Bentley Speed Six avec son compatriote Woolf Barnato, et les 500 miles de Brooklands le 3 octobre 1931 avec Cyril Paul (de) sur Bentley 6½ Litre. Il a participé aux 24 Heures du Mans à deux reprises, se classant deuxième en 1929 avec Glen Kidston  sur Bentley 4,5 L. S4 officielle (l'année suivante, il abandonna sur une version C Blower avec Beris Harcourt Wood). Il dut abandonner au Grand Prix de France 1931  (sur Sunbeam GP), ainsi qu'à l'Empire Trophy l'année suivante (sur Bentley Speed Six, après avoir fini deuxième de la seconde manche) qui fut son avant dernière course.
En 1932 toujours, les frères Dunfee participèrent aux 500 miles de Brooklands au volant d'une Bentley Speed Six équipée d'un nouveau moteur 8 litres. Après le premier relais, Jack Dunfee était en quatrième position lorsqu'il s'arrêta aux stands. Clive prit le relais, et après avoir dépassé la Bugatti de Francis Curzon il percuta un arbre. Il fut éjecté de la voiture et mourut sur le coup,. Sa femme était présente sur le circuit lors de l'accident.